# Burchttoren van Mulken
De burchttoren van Mulken of Tempelierstoren is een 13e-eeuwse donjon in Mulken, een gehucht in de gemeente Tongeren-Borgloon in de Belgische provincie Limburg. De versterkte toren is gelegen op een kleine kunstmatige heuvel aan De Locht.

## Gebouw
Van de versterkte toren, die deel uitmaakte van de burcht van Mulken, staan nu nog enkel de buitenmuren recht. Het dak en de binnenindeling zijn verdwenen. Het geheel heeft een achthoekig grondplan met een doorsnede van 4,6 meter. De muren hebben een dikte van zo'n 1,85 meter. De toren steunt op een plint van ruwe blokken uit vuursteen, de hogere verdiepingen zijn opgebouwd uit bewerkte vuursteen. De vuursteen die gebruikt werd om de toren op te trekken was afkomstig van oude Romeinse bouwwerken in de omgeving. De hoekblokken van de toren bestaan uit mergelsteen en zijn aangebracht in een latere periode.
Oorspronkelijk was de donjon enkel toegankelijk via een ladder die leidde naar een opening in de eerste verdieping. De deuropening in de gelijkvloerse verdieping is het resultaat van latere aanpassingswerken.
Het aanpalende landgoed dat bestaat uit een woonhuis en boerderij werd heropgebouwd in de 17e eeuw en verbouwd in het midden van de 19e eeuw.

## Geschiedenis en bewoners
Het leengoed Mulken hing af van de Luikse kerk en werd reeds in de 12e eeuw bewoond door de ridders van Mulken. Op 19 april 1598 kocht Jan van Herckenrode het leengoed dat zich toentertijd in vervallen toestand bevond. In 1628 liet Jan van Herckenrode het goed grondig restaureren, zoals blijkt uit de tekst die het familiewapen flankeert boven de deuropening van de burchttoren; JOANNES HERCKENROYE ME FIERI CURAVIT ANNO 1628 (Vertaling: Jan van Herckenrode heeft ervoor gezorgd dat ik gemaakt werd in het jaar 1628) en VENI, VIDI, FLEVI (Vertaling: Ik kwam, ik zag en ik weende).